# Nemeischer Löwe

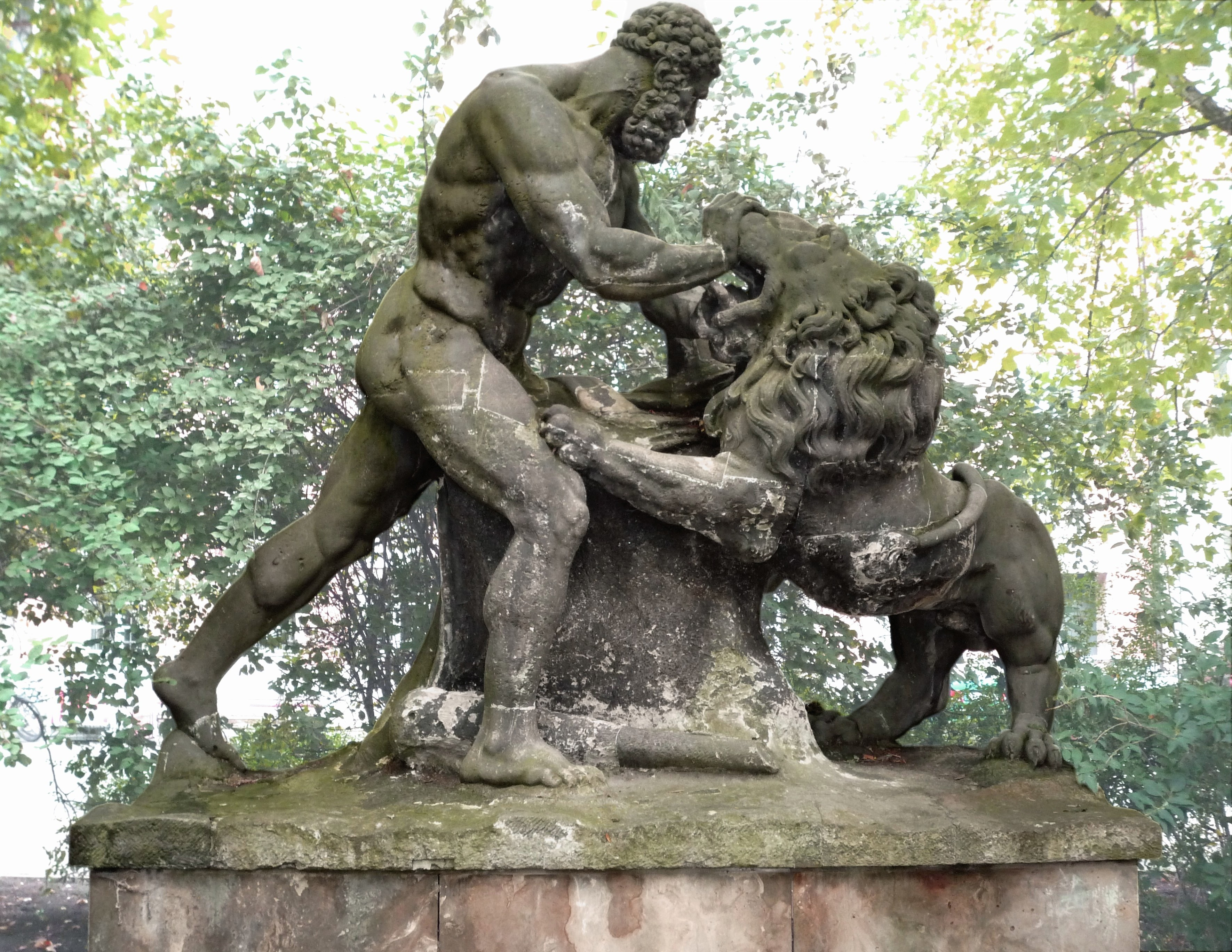
„Herkules im Kampf mit dem Nemeischen Löwen“ nach Entwurf von Johann Gottfried Schadow

Der Nemeische Löwe (altgriechisch λέων τῆς Νεμέας léōn tēs Neméas, auch Nemäischer Löwe, historische Schreibweise auch mit Trema: „nemeïsch“) war ein unverwundbarer Löwe der griechischen Mythologie, der in den Wäldern der Argolis auf der Peloponnes zwischen Nemea und Kleonai auf Veranlassung von Hera sein Unwesen trieb, indem er Mensch und Tier anfiel. Er ist nicht zu verwechseln mit dem Kithäronischen Löwen.
Der Nemeische Löwe war möglicherweise ein Abkömmling von Typhon und Echidna, vielleicht aber auch vom Himmel, vielleicht vom Mond gefallen oder Sohn der Mondgöttin.
Die Sage hierzu lautet wie folgt:
Herakles war bei der Göttin Hera in Ungnade gefallen, worauf diese ihn in den Wahnsinn schickte. Dem Wahnsinn verfallen, warf Herakles seine 12 Kinder ins Feuer. Um sich von seiner Schuld zu befreien, wurde er dazu verdammt, 12 Jahre dem König Eurystheus zu dienen, der ihm 12 Aufgaben auferlegte.
Herakles sollte als erste der für Eurystheus zu verrichtenden 12 Arbeiten diesem das Fell des Löwen bringen. Dass der Löwe unverwundbar war, merkte der Held, als er ihn mit Pfeilen beschoss, die aber einfach abprallten. Also schlug er dem Untier, als es auf ihn lossprang, seine riesige Keule (aus einem Olivenbaum gefertigt) über den Schädel. Der Löwe flüchtete sich in seinen Unterschlupf, eine Felsspalte bzw. eine Höhle, die den Berg Tretos durchlief. Nachdem Herakles den einen Ausgang verschlossen hatte, packte er den Löwen, als der am anderen Ende herauskam, und erwürgte ihn.
Er balgte den Löwen mit dessen eigenen Krallen ab, denn nur diese waren in der Lage, die Haut des Tieres zu zerschneiden, nahm das Fell über den Arm und machte sich auf den Rückweg nach Tiryns zu Eurystheus. Später kürschnerte er sich aus dem Fell einen Umhang, der ihn fast unverwundbar machte.
Als Eurystheus ihn mit dem Fell kommen sah, erschrak er so sehr über dessen Kraft, dass er sich in einem großen Krug versteckte und sich weigerte, Herakles zu empfangen. Auch später wagte der König nicht mehr, ihn vorzulassen, sondern ließ ihm außerhalb der Stadtmauern seine Befehle von einem gewissen Kopreus übermitteln.
Der Löwe wurde später von Hera als Sternbild Löwe an den Himmel versetzt.

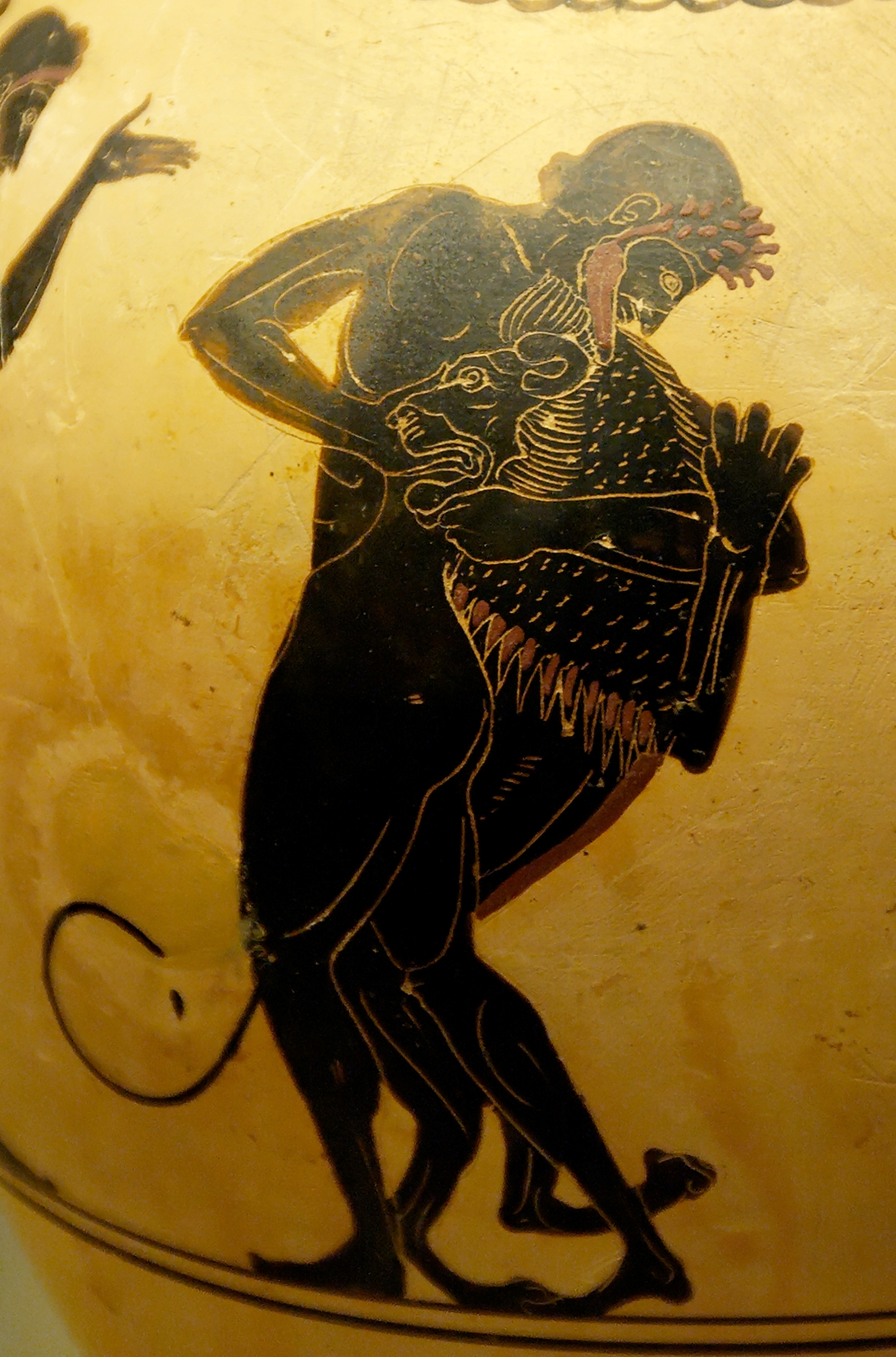
Herakles und der Nemeische Löwe. Attische Vase, ca. 520–500 v. Chr., Fundort Vulci
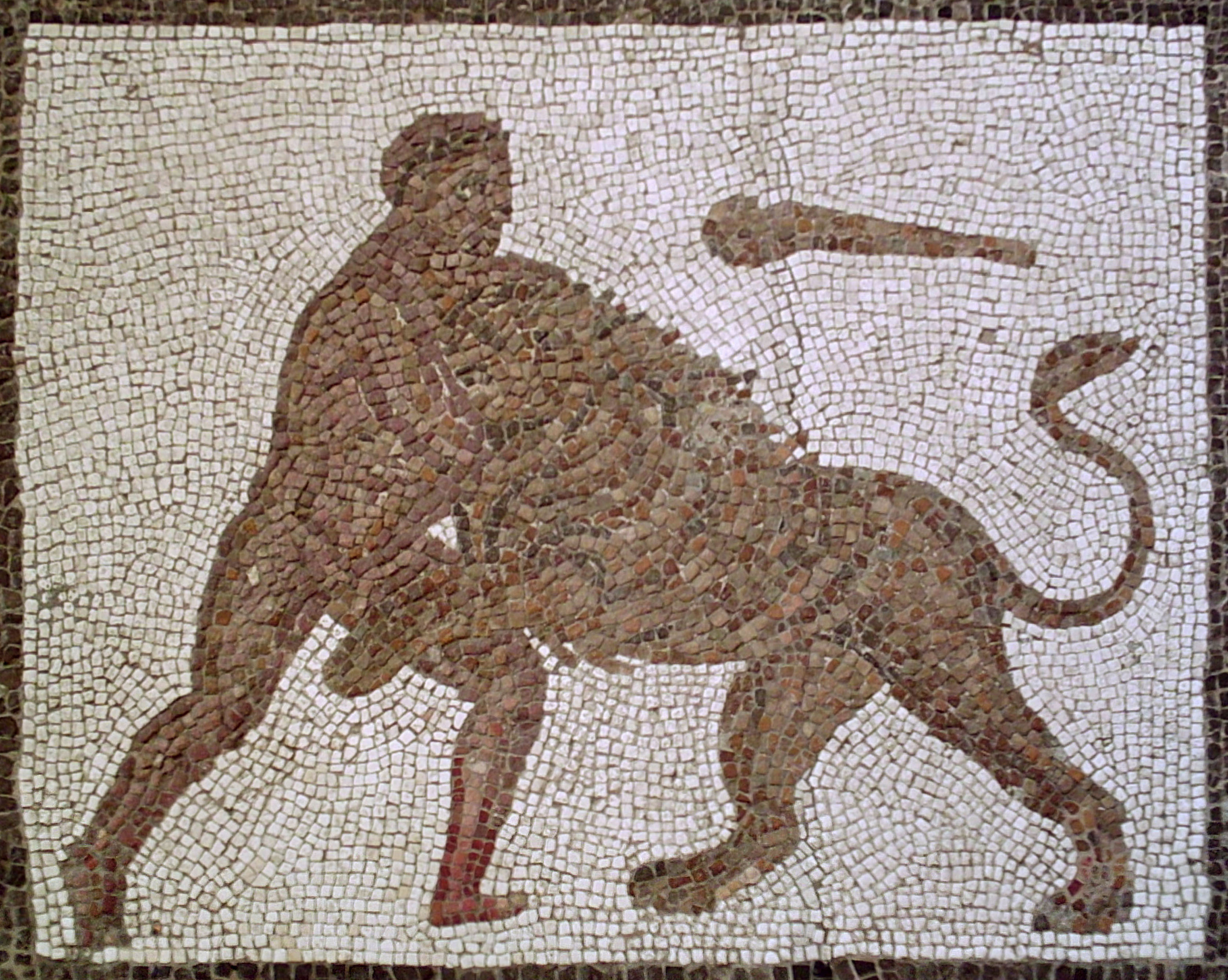
Herakles und der Nemeische Löwe. Römisches Mosaik aus Llíria, erste Hälfte des 3. Jahrhunderts, (Provinz Valencia, Spanien), Museo Arqueológico Nacional de España, Madrid
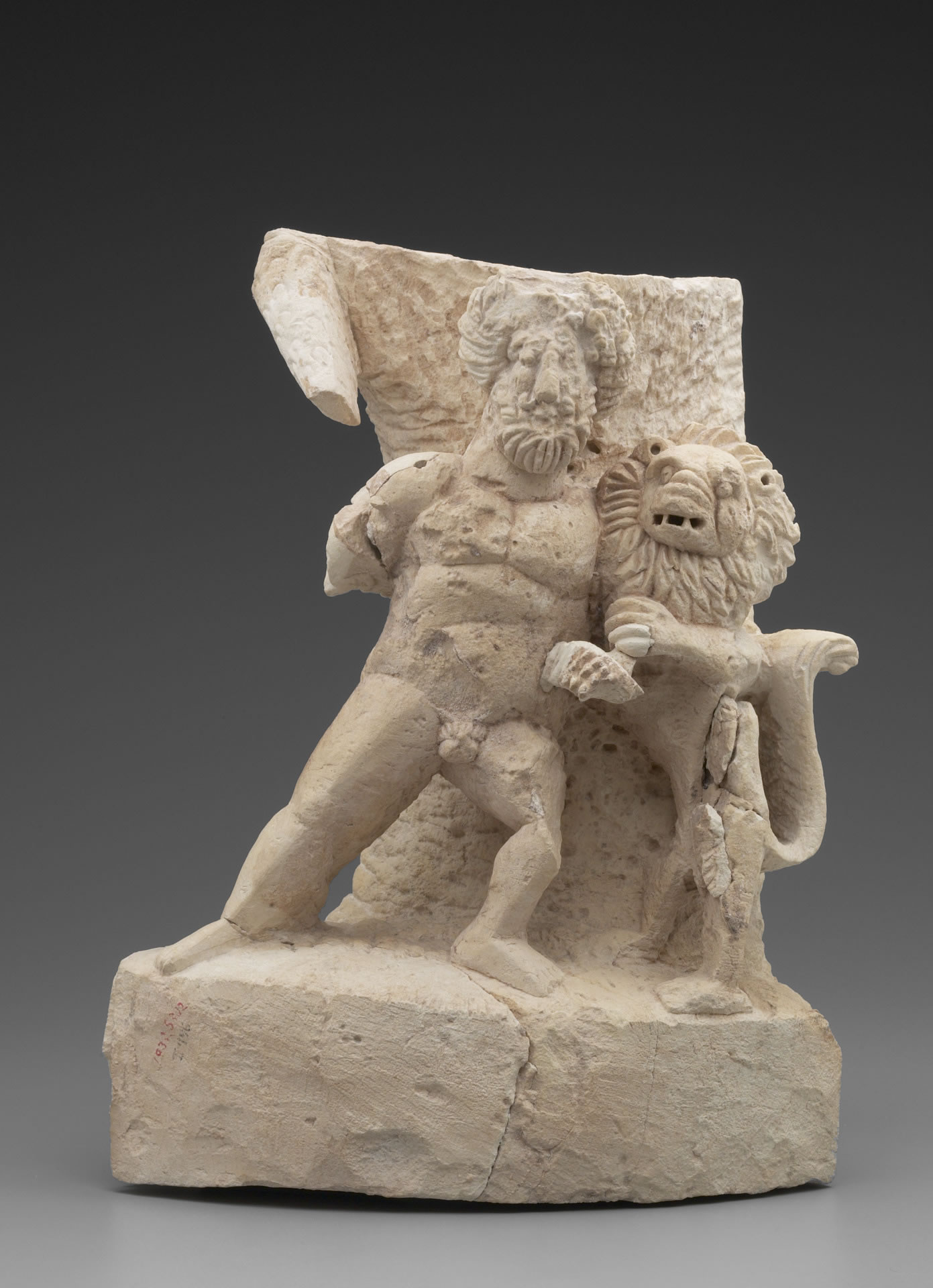
Heraklesstatue aus Dura Europos
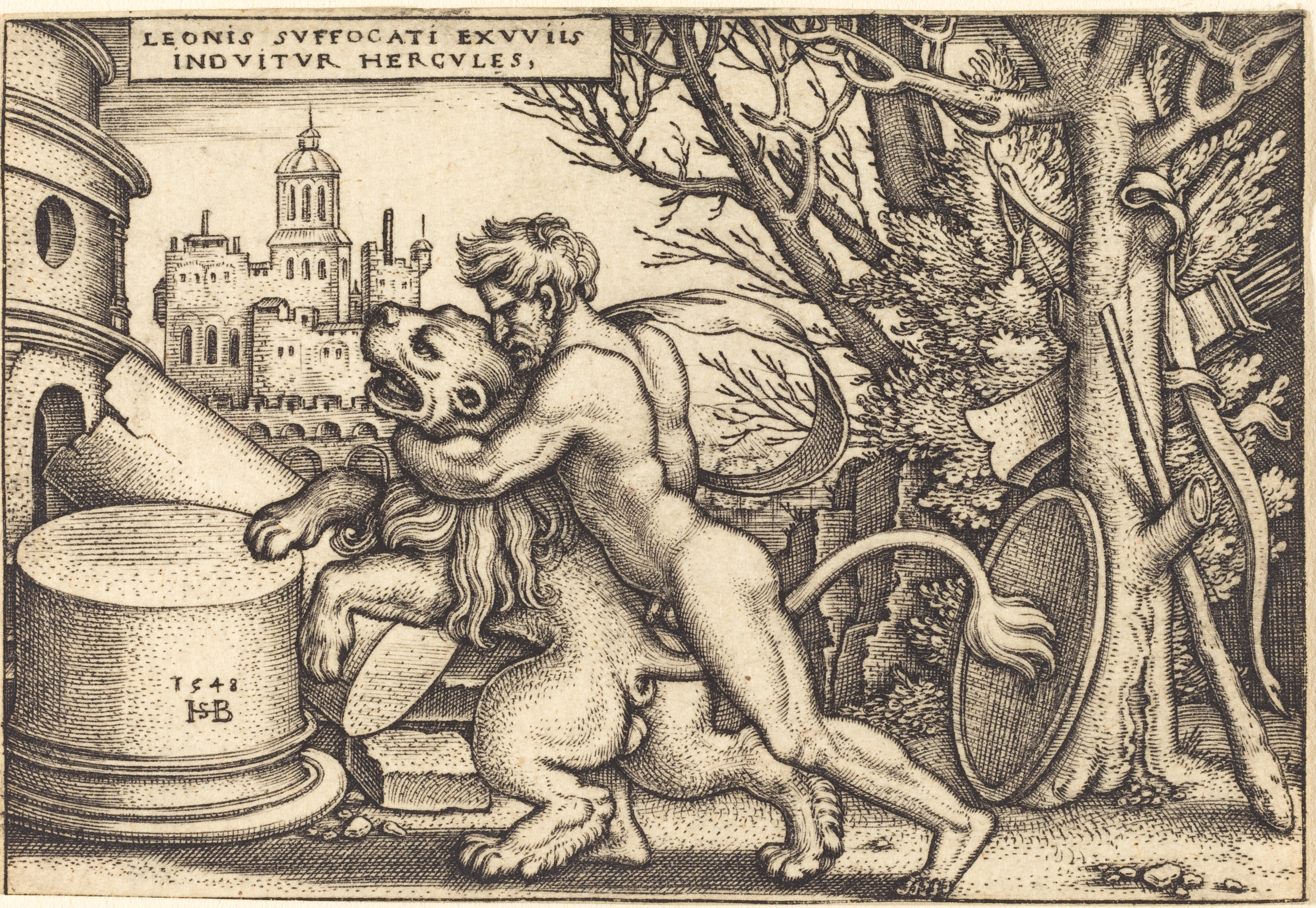
Herkules tötet den Löwen von Nemea, Beham, (Hans) Sebald (1500–1550), Stich von 1548
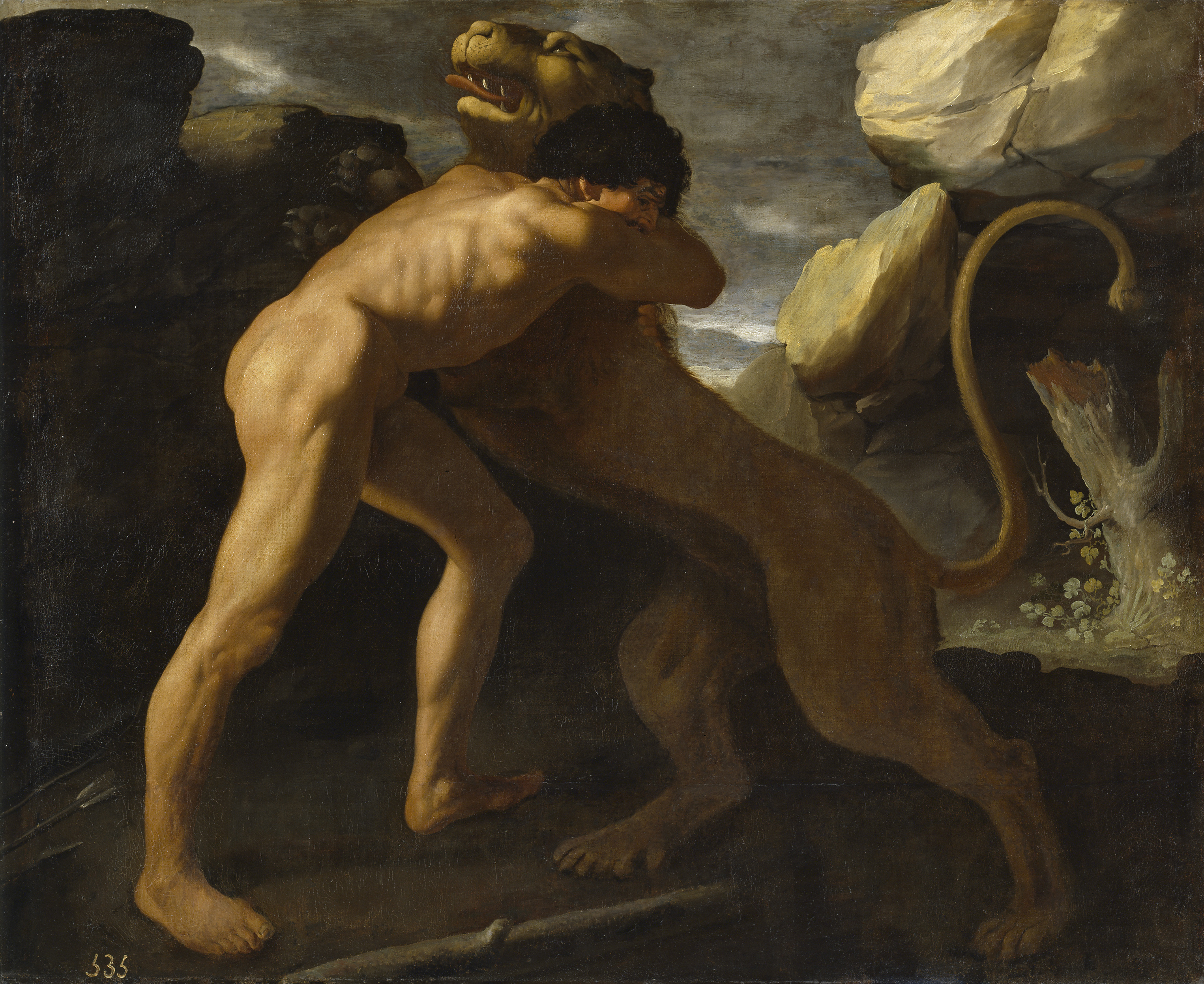
Herkules vernichtet den Löwen von Nemea, Francisco de Zurbarán, 1634, ursprünglich Schloss Buen Retiro, eine von zehn Herkulesszenen, im Auftrag von König Philipp IV. von Spanien, heute Museo del Prado, Madrid

## Belege
1. ↑  Holger Kempkens: Beitrag I.19 Reliefplatte mit Herakles und dem Nemäischen Löwen, in: ders./Christiane Ruhmann (Hg.), Corvey und das Erbe der Antike (Ausstellungskatalog), Petersberg 2024, S. 138.
2. ↑  Pausanias 2,15,2
3. ↑  Hesiod, Theogonie 327–329
4. ↑  Herodoros von Herakleia bei Tatian, Oratio ad Graecos 27,29,12 ff.
5. ↑  Plutarch, De facie in orbe lunae 24; Aelian, De natura animalium 12,7
6. ↑  Seneca, Hercules furens 83; bei Hyginus, Fabulae 30: „quem Luna nutrierat“ („den Luna genährt hatte“)
7. ↑  Euripides, Herakles 359
8. ↑  (Pseudo-)Theokrit, Idyll 25,208
9. ↑  Bibliotheke des Apollodor 2,5,1,2–3
10. ↑  (Pseudo-)Theokrit, Idyll 25,223; Diodor, Bibliotheke 4,11,1; Bibliotheke des Apollodor 2,5,1,3; Hyginus, Fabulae 30
11. ↑  Diodor, Bibliotheke 4,11,3
12. ↑  (Pseudo-)Theokrit, Idyll 25,195–281
13. ↑  Euripides, Herakles 361–363
14. ↑  Diodor, Bibliotheke 4,11,4
15. ↑  Bibliotheke des Apollodor 2,5,1,5
16. ↑  Hyginus, De astronomia 2,24